# Choerophryne brunhildae
Choerophryne brunhildae es una especie de anfibios de la familia Microhylidae.

## Distribución geográfica
Es una especie endémica de Papúa Nueva Guinea.